# پائولو ساوونا
پائولو ساوونا (انگلیسی: Paolo Savona؛ زادهٔ ۶ اکتبر ۱۹۳۶) سیاست‌مدار اهل ایتالیا است.